# Alfred Andersch
Alfred Hellmuth Andersch (Monaco di Baviera, 4 febbraio 1914 – Berzona, 21 febbraio 1980) è stato uno scrittore, editore e produttore radiofonico tedesco.

## Biografia
Alfred Andersch analizzò, attraverso le sue opere (romanzi, racconti, melodrammi) questioni contemporanee per la generazione del dopoguerra, narrando in prima persona fatti attraverso la lente della sua esperienza politica e morale. Spesso sollevò la questione del libero arbitrio, facendolo diventare tema centrale e filo conduttore delle sue opere. In numerosi saggi, sottolineò spesso l'importanza del pensiero di Ernst Jünger.
Figlio di un ufficiale dell'esercito prussiano, fu narratore autobiografico delle proprie esperienze di guerra. Prese in moglie Gisela Groneuer. Negli ultimi anni vissero nella loro casa di Berzona. Entrambi sono sepolti nel locale cimitero.
Andersch è tra i membri fondatori del Gruppo 47.

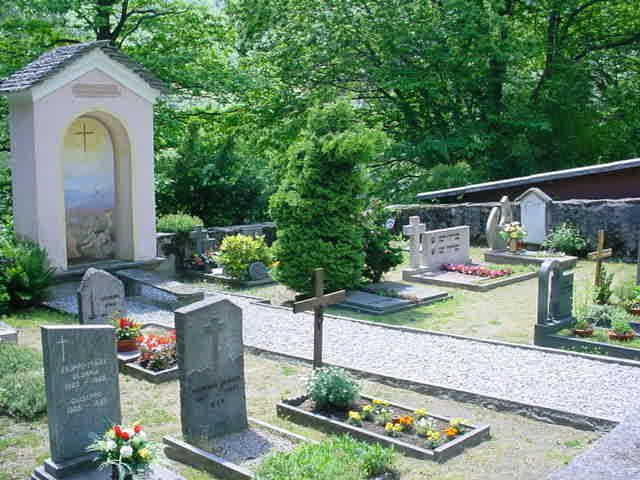
Tombe di Alfred e Gisela Andersch

## Opere
- Le ciliegie della libertà (1952)
- Zansibar ovvero l‘ultimo perché (1957)
- La Rossa (1960)
- Un amante della penombra (1961)
- La mia sparizione a Providence (1971)